# Sebastião Bugalho
Sebastião Maria Reis Bugalho, né le 15 novembre 1995 à Lisbonne, est un journaliste, commentateur politique et homme politique portugais,. Membre de l'Alliance démocratique, il est député européen depuis 2024.

## Jeunesse et formation
Il est le fils aîné des journalistes João Fernandes Bugalho et Patrícia Reis.
Il est étudiant en sciences politiques à l’Institut d’études politiques de l’Université catholique et étudie ensuite à l’ISCTE – Instituto Universitário de Lisboa.

## Carrière dans les médias
Il commence sa carrière journalistique au Jornal i, à l'âge de dix-neuf ans seulement, après avoir proposé d'y écrire un article d'opinion. Il est ensuite invité à écrire une chronique d'opinion hebdomadaire et à travailler sur la couverture de l'actualité du CDS – Parti populaire.
Au cours de ses premières années d'université, il combine des cours avec des stages au Jornal i et au Sol. Il écrit principalement sur la politique. Peu avant d'abandonner sa carrière de journaliste, il publie un article sur la future liste des candidats du CDS-PP pour les élections législatives de 2019, liste qu'il rejoint plus tard,.
Il devient ensuite chroniqueur politique sur TVI, avec José Miguel Júdice et Constança Cunha e Sá. Il participe ensuite à une émission, avec António Rolo Duarte, Novos Fora Nada, sur TVI24.
Il est chroniqueur au Diário de Notícias, à l'Observador et commentateur à CNN Portugal. Il est ensuite chroniqueur à l'hebdomadaire Expresso. Entre octobre 2023 et avril 2024, il est commentateur sur SIC Notícias.

## Carrière politique
Il est choisi par Assunção Cristas pour rejoindre, en sixième position, la liste CDS-PP, aux élections législatives de 2019, dans la circonscription de Lisbonne, en tant qu'indépendant. À cette époque, il n'est pas élu mais plus tard, en septembre 2021, il remplacer la députée Ana Rita Bessa, à l'Assemblée de la République du Portugal, mais à ce moment-là, il refuse le poste.
En 2024, Bugalho est choisi comme candidat principal de l'Alliance démocratique aux élections du Parlement européen de 2024, après de nombreuses spéculations selon lesquelles le candidat principal serait le maire de Porto Rui Moreira. Il est élu et siège au sein du groupe du Parti populaire européen (PPE).
Bugalho se considère comme un homme de droite, catholique et conservateur, mais aussi européaniste et atlantiste.